# Wahlkreis Torre del Greco (Camera dei deputati)
Der Wahlkreis Torre del Greco war von 1993 bis 2005 und ist seit 2017 wieder ein Wahlkreis (italienisch collegio elettorale) für die Wahl der Abgeordnetenkammer.

## Von 1993 bis 2005

### Wahlkreisgebiet
Der Wahlkreis umfasste 2 Gemeinden (Torre del Greco und Trecase).

### Wahlergebnisse

#### Parlamentswahl 1994

##### Direktstimmen
| Kandidaten               | Kandidaten                | Parteien                                          | Stimmen | %    |
| ------------------------ | ------------------------- | ------------------------------------------------- | ------- | ---- |
|                          | Annamaria Procaccigewählt | Progressisti                                      | 19.438  | 33,3 |
|                          | Giuseppe Rippa            | Polo del Buon Governo (FI – AN – CCD – UdC – PLD) | 16.219  | 27,8 |
|                          | Ciro Gentile              | Unione Cristiani e Riformisti                     | 8.215   | 14,1 |
|                          | Ciro Borriello            | Programma Italia                                  | 7.507   | 12,9 |
|                          | Giuseppe Mazza            | Patto per l’Italia                                | 5.040   | 8,6  |
|                          | Bruno Fimiani             | Lista Marco Pannella – Riformatori                | 1.871   | 3,2  |
| Gesamt                   | Gesamt                    | Gesamt                                            | 58.290  | 100  |
|                          |                           |                                                   |         |      |
| Ungültige Stimmen        | Ungültige Stimmen         | Ungültige Stimmen                                 | 3.398   | 5,5  |
| Wähler                   | Wähler                    | Wähler                                            | 61.688  | 73,8 |
| Wahlberechtigte          | Wahlberechtigte           | Wahlberechtigte                                   | 83.555  |      |
|                          |                           |                                                   |         |      |
| Quelle: Innenministerium |                           |                                                   |         |      |

##### Listenstimmen
| Parteien                             | Parteien                      | Parteien                           | Stimmen | %    |
| ------------------------------------ | ----------------------------- | ---------------------------------- | ------- | ---- |
|                                      | Progressisti                  | Partito Democratico della Sinistra | 11.760  | 20,4 |
| Partito della Rifondazione Comunista | Progressisti                  | 3.256                              | 5,6     |      |
| Federazione dei Verdi                | Progressisti                  | 2.883                              | 5,0     |      |
| Partito Socialista Italiano          | Progressisti                  | 1.640                              | 2,8     |      |
| Alleanza Democratica                 | Progressisti                  | 1.205                              | 2,1     |      |
| La Rete                              | Progressisti                  | 487                                | 0,8     |      |
| Rinascita Socialista                 | Progressisti                  | 142                                | 0,2     |      |
| ↳ Gesamt                             | Progressisti                  | 21.373                             | 37,1    |      |
|                                      | Polo del Buon Governo         | Forza Italia                       | 11.835  | 20,5 |
| Alleanza Nazionale                   | Polo del Buon Governo         | 9.379                              | 16,3    |      |
| ↳ Gesamt                             | Polo del Buon Governo         | 21.214                             | 36,8    |      |
|                                      | Patto per l’Italia            | Partito Popolare Italiano          | 3.958   | 6,9  |
| Patto Segni                          | Patto per l’Italia            | 2.947                              | 5,1     |      |
| ↳ Gesamt                             | Patto per l’Italia            | 6.905                              | 12,0    |      |
|                                      | Programma Italia              | Programma Italia                   | 2.768   | 4,8  |
|                                      | Lista Marco Pannella          | Lista Marco Pannella               | 2.654   | 4,6  |
|                                      | Unione Cristiani e Riformisti | Unione Cristiani e Riformisti      | 2.322   | 4,0  |
|                                      | Alleanza Meridionale          | Alleanza Meridionale               | 211     | 0,4  |
|                                      | L’Arca                        | L’Arca                             | 161     | 0,3  |
|                                      | Democrazia e Rinnovamento     | Democrazia e Rinnovamento          | 62      | 0,1  |
| Gesamt                               | Gesamt                        | Gesamt                             | 57.670  | 100  |
|                                      |                               |                                    |         |      |
| Ungültige Stimmen                    | Ungültige Stimmen             | Ungültige Stimmen                  | 4.017   | 6,5  |
| Wähler                               | Wähler                        | Wähler                             | 61.687  | 73,8 |
| Wahlberechtigte                      | Wahlberechtigte               | Wahlberechtigte                    | 83.555  |      |
|                                      |                               |                                    |         |      |
| Quelle: Innenministerium             |                               |                                    |         |      |

#### Parlamentswahl 1996

##### Direktstimmen
| Kandidaten               | Kandidaten             | Parteien            | Stimmen | %    |
| ------------------------ | ---------------------- | ------------------- | ------- | ---- |
|                          | Ernesto Stajanogewählt | L’Ulivo             | 26.895  | 51,1 |
|                          | Grazia Bottiglieri     | Polo per le Libertà | 23.016  | 43,8 |
|                          | Paola Bottone          | Fiamma Tricolore    | 2.673   | 5,1  |
| Gesamt                   | Gesamt                 | Gesamt              | 52.584  | 100  |
|                          |                        |                     |         |      |
| Ungültige Stimmen        | Ungültige Stimmen      | Ungültige Stimmen   | 4.153   | 7,3  |
| Wähler                   | Wähler                 | Wähler              | 56.737  | 67,4 |
| Wahlberechtigte          | Wahlberechtigte        | Wahlberechtigte     | 84.141  |      |
|                          |                        |                     |         |      |
| Quelle: Innenministerium |                        |                     |         |      |

##### Listenstimmen
| Parteien                                          | Parteien                             | Parteien                             | Stimmen | %    |
| ------------------------------------------------- | ------------------------------------ | ------------------------------------ | ------- | ---- |
|                                                   | Polo per le Libertà                  | Forza Italia                         | 15.896  | 30,1 |
| Alleanza Nazionale                                | Polo per le Libertà                  | 7.255                                | 13,7    |      |
| CCD – CDU                                         | Polo per le Libertà                  | 2.222                                | 4,2     |      |
| ↳ Gesamt                                          | Polo per le Libertà                  | 25.373                               | 48,0    |      |
|                                                   | L’Ulivo                              | Partito Democratico della Sinistra   | 11.681  | 22,1 |
| Rinnovamento Italiano                             | L’Ulivo                              | 3.958                                | 7,5     |      |
| Popolari per Prodi (PPI – SVP – PRI – UD – Prodi) | L’Ulivo                              | 3.146                                | 5,9     |      |
| Federazione dei Verdi                             | L’Ulivo                              | 1.808                                | 3,4     |      |
| ↳ Gesamt                                          | L’Ulivo                              | 20.593                               | 38,9    |      |
|                                                   | Partito della Rifondazione Comunista | Partito della Rifondazione Comunista | 4.236   | 8,0  |
|                                                   | Fiamma Tricolore                     | Fiamma Tricolore                     | 1.033   | 2,0  |
|                                                   | Lista Pannella – Sgarbi              | Lista Pannella – Sgarbi              | 858     | 1,6  |
|                                                   | Partito Socialista                   | Partito Socialista                   | 456     | 0,9  |
|                                                   | Sviluppo e Legalità                  | Sviluppo e Legalità                  | 235     | 0,4  |
|                                                   | Democrazia Sociale                   | Democrazia Sociale                   | 107     | 0,2  |
| Gesamt                                            | Gesamt                               | Gesamt                               | 52.891  | 100  |
|                                                   |                                      |                                      |         |      |
| Ungültige Stimmen                                 | Ungültige Stimmen                    | Ungültige Stimmen                    | 3.852   | 6,8  |
| Wähler                                            | Wähler                               | Wähler                               | 56.743  | 67,4 |
| Wahlberechtigte                                   | Wahlberechtigte                      | Wahlberechtigte                      | 84.141  |      |
|                                                   |                                      |                                      |         |      |
| Quelle: Innenministerium                          |                                      |                                      |         |      |

#### Parlamentswahl 2001

##### Direktstimmen
| Kandidaten               | Kandidaten            | Parteien           | Stimmen | %    |
| ------------------------ | --------------------- | ------------------ | ------- | ---- |
|                          | Ciro Borriellogewählt | Casa delle Libertà | 26.419  | 46,9 |
|                          | Raffaele Cananzi      | L’Ulivo            | 24.422  | 43,4 |
|                          | Gerardo Guida         | Lista Di Pietro    | 2.457   | 4,4  |
|                          | Giovanni Smimmero     | Democrazia Europea | 2.014   | 3,6  |
|                          | Romania Stilo         | Lista Emma Bonino  | 1.000   | 1,8  |
| Gesamt                   | Gesamt                | Gesamt             | 56.312  | 100  |
|                          |                       |                    |         |      |
| Ungültige Stimmen        | Ungültige Stimmen     | Ungültige Stimmen  | 2.923   | 4,9  |
| Wähler                   | Wähler                | Wähler             | 59.235  | 71,6 |
| Wahlberechtigte          | Wahlberechtigte       | Wahlberechtigte    | 82.710  |      |
|                          |                       |                    |         |      |
| Quelle: Innenministerium |                       |                    |         |      |

##### Listenstimmen
| Parteien                       | Parteien                             | Parteien                               | Stimmen | %    |
| ------------------------------ | ------------------------------------ | -------------------------------------- | ------- | ---- |
|                                | Casa delle Libertà                   | Forza Italia                           | 22.335  | 40,1 |
| Alleanza Nazionale             | Casa delle Libertà                   | 5.046                                  | 9,0     |      |
| CCD – CDU                      | Casa delle Libertà                   | 1.059                                  | 1,9     |      |
| Nuovo PSI                      | Casa delle Libertà                   | 724                                    | 1,3     |      |
| ↳ Gesamt                       | Casa delle Libertà                   | 29.164                                 | 52,3    |      |
|                                | L’Ulivo                              | La Margherita (Dem – PPI – RI – Udeur) | 8.203   | 14,7 |
| Democratici di Sinistra        | L’Ulivo                              | 7.100                                  | 12,7    |      |
| Il Girasole (FdV – SDI)        | L’Ulivo                              | 1.657                                  | 3,0     |      |
| Partito dei Comunisti Italiani | L’Ulivo                              | 964                                    | 1,7     |      |
| ↳ Gesamt                       | L’Ulivo                              | 17.924                                 | 32,1    |      |
|                                | Lista Di Pietro                      | Lista Di Pietro                        | 3.177   | 5,7  |
|                                | Partito della Rifondazione Comunista | Partito della Rifondazione Comunista   | 2.520   | 4,5  |
|                                | Democrazia Europea                   | Democrazia Europea                     | 1.259   | 2,3  |
|                                | Lista Emma Bonino                    | Lista Emma Bonino                      | 1.002   | 1,8  |
|                                | Fiamma Tricolore                     | Fiamma Tricolore                       | 427     | 0,8  |
|                                | Forza Nuova                          | Forza Nuova                            | 123     | 0,2  |
|                                | Paese Nuovo                          | Paese Nuovo                            | 109     | 0,2  |
|                                | Abolizione Scorporo                  | Abolizione Scorporo                    | 60      | 0,1  |
| Gesamt                         | Gesamt                               | Gesamt                                 | 55.765  | 100  |
|                                |                                      |                                        |         |      |
| Ungültige Stimmen              | Ungültige Stimmen                    | Ungültige Stimmen                      | 3.466   | 5,9  |
| Wähler                         | Wähler                               | Wähler                                 | 59.231  | 71,6 |
| Wahlberechtigte                | Wahlberechtigte                      | Wahlberechtigte                        | 82.710  |      |
|                                |                                      |                                        |         |      |
| Quelle: Innenministerium       |                                      |                                        |         |      |

## Von 2017 bis 2020

### Wahlkreisgebiet
Der Wahlkreis umfasste Gemeinden: 

### Wahlergebnisse

#### Parlamentswahl 2018
| Kandidaten               | Kandidaten               | Stimmen | %    | Listen                                      | Stimmen | %    |
| ------------------------ | ------------------------ | ------- | ---- | ------------------------------------------- | ------- | ---- |
|                          | Luigi Gallogewählt       | 68.104  | 54,4 | Movimento 5 Stelle                          | 68.104  | 54,4 |
|                          | Gianluca Cantalamessa    | 30.886  | 24,7 | Forza Italia                                | 22.397  | 17,9 |
| Lega                     | Gianluca Cantalamessa    | 30.886  | 24,7 | 3.481                                       | 2,8     |      |
| Fratelli d’Italia        | Gianluca Cantalamessa    | 30.886  | 24,7 | 3.313                                       | 2,6     |      |
| Noi con l’Italia – UDC   | Gianluca Cantalamessa    | 30.886  | 24,7 | 1.695                                       | 1,4     |      |
|                          | Teresa Armato            | 18.325  | 14,6 | Partito Democratico                         | 16.378  | 13,1 |
| +Europa                  | Teresa Armato            | 18.325  | 14,6 | 1.279                                       | 1,0     |      |
| Civica Popolare          | Teresa Armato            | 18.325  | 14,6 | 395                                         | 0,3     |      |
| Italia Europa Insieme    | Teresa Armato            | 18.325  | 14,6 | 273                                         | 0,2     |      |
|                          | Maria Grazia Campaniello | 3.021   | 2,4  | Liberi e Uguali                             | 3.021   | 2,4  |
|                          | Antonio Cirillo          | 1.729   | 1,4  | Partito Repubblicano Italiano – ALA         | 1.729   | 1,4  |
|                          | Teodoro Scardamaglio     | 1.333   | 1,1  | Potere al Popolo!                           | 1.333   | 1,1  |
|                          | Joseph Spina             | 609     | 0,5  | Il Popolo della Famiglia                    | 609     | 0,5  |
|                          | Teodosio Ciro Marzano    | 556     | 0,4  | Italia agli Italiani (FT – FN)              | 556     | 0,4  |
|                          | Ferdinando Raiola        | 531     | 0,4  | CasaPound Italia                            | 531     | 0,4  |
|                          | Corrado Santamaria       | 147     | 0,1  | Per una Sinistra Rivoluzionaria (SCR – PCL) | 147     | 0,1  |
| Gesamt                   | Gesamt                   | 125.241 | 100  |                                             | 125.241 | 100  |
|                          |                          |         |      |                                             |         |      |
| Ungültige Stimmen        | Ungültige Stimmen        | 3.504   | 2,7  |                                             |         |      |
| Wähler                   | Wähler                   | 128.745 | 64,7 |                                             |         |      |
| Wahlberechtigte          | Wahlberechtigte          | 199.085 |      |                                             |         |      |
|                          |                          |         |      |                                             |         |      |
| Quelle: Innenministerium |                          |         |      |                                             |         |      |

## Seit 2020

### Wahlkreisgebiet
| Wahlkreise – Camera dei deputati – Kampanien | Wahlkreise – Camera dei deputati – Kampanien | Wahlkreise – Camera dei deputati – Kampanien |
| Provinz                                      | Provinz                                      | Gemeinden nach Provinzen ⮞ Wahlkreis |
| -------------------------------------------- | -------------------------------------------- | --- |
|                                              | Metropolitanstadt Neapel (92 Gemeinden)      | Teil Neapels ⮞ Wahlkreis Neapel – Fuorigrotta Teil Neapels ⮞ Wahlkreis Neapel – San Carlo all’Arena 13 ⮞ Wahlkreis Acerra 14 ⮞ Wahlkreis Casoria 16 ⮞ Wahlkreis Giugliano in Campania 28 ⮞ Wahlkreis Somma Vesuviana 20 ⮞ Wahlkreis Torre del Greco |
|                                              | Provinz Avellino (118 Gemeinden)             | alle ⮞ Wahlkreis Avellino |
|                                              | Provinz Benevento (78 Gemeinden)             | alle ⮞ Wahlkreis Benevento |
|                                              | Provinz Caserta (104 Gemeinden)              | 24 ⮞ Wahlkreis Caserta 52 ⮞ Wahlkreis Aversa 28 ⮞ Wahlkreis Benevento |
|                                              | Provinz Salerno (158 Gemeinden)              | 20 ⮞ Wahlkreis Salerno 112 ⮞ Wahlkreis Eboli 26 ⮞ Wahlkreis Scafati |

Der Wahlkreis umfasst 20 Gemeinden der Metropolitanstadt Neapel.

### Wahlergebnisse

#### Parlamentswahl 2022
| Kandidaten                          | Kandidaten           | Stimmen | %    | Listen                                                  | Stimmen | %    |
| ----------------------------------- | -------------------- | ------- | ---- | ------------------------------------------------------- | ------- | ---- |
|                                     | Gaetano Amatogewählt | 51.083  | 34,3 | Movimento 5 Stelle                                      | 51.083  | 34,3 |
|                                     | Annarita Patriarca   | 50.697  | 34,0 | Forza Italia                                            | 22.602  | 15,2 |
| Fratelli d’Italia                   | Annarita Patriarca   | 50.697  | 34,0 | 20.575                                                  | 13,8    |      |
| Lega per Salvini Premier            | Annarita Patriarca   | 50.697  | 34,0 | 5.286                                                   | 3,5     |      |
| Noi Moderati                        | Annarita Patriarca   | 50.697  | 34,0 | 2.234                                                   | 1,5     |      |
|                                     | Sandro Ruotolo       | 32.488  | 21,8 | Partito Democratico – Italia Democratica e Progressista | 23.372  | 15,7 |
| Alleanza Verdi e Sinistra           | Sandro Ruotolo       | 32.488  | 21,8 | 3.503                                                   | 2,3     |      |
| +Europa                             | Sandro Ruotolo       | 32.488  | 21,8 | 3.103                                                   | 2,1     |      |
| Impegno Civico – Centro Democratico | Sandro Ruotolo       | 32.488  | 21,8 | 2.510                                                   | 1,7     |      |
|                                     | Biancamaria Balzano  | 9.368   | 6,3  | Azione – Italia Viva                                    | 9.368   | 6,3  |
|                                     | Marco Manna          | 2.331   | 1,6  | Unione Popolare                                         | 2.331   | 1,6  |
|                                     | Stefania Aversa      | 1.511   | 1,0  | Italexit per l’Italia                                   | 1.511   | 1,0  |
|                                     | Monica Natali        | 1.076   | 0,7  | Italia Sovrana e Popolare                               | 1.076   | 0,7  |
|                                     | Giuseppe Sorrentino  | 555     | 0,4  | Noi di Centro – Europeisti                              | 555     | 0,4  |
| Gesamt                              | Gesamt               | 149.109 | 100  |                                                         | 149.109 | 100  |
|                                     |                      |         |      |                                                         |         |      |
| Ungültige Stimmen                   | Ungültige Stimmen    | 5.748   | 3,7  |                                                         |         |      |
| Wähler                              | Wähler               | 154.857 | 50,6 |                                                         |         |      |
| Wahlberechtigte                     | Wahlberechtigte      | 305.936 |      |                                                         |         |      |
|                                     |                      |         |      |                                                         |         |      |
| Quelle: Innenministerium            |                      |         |      |                                                         |         |      |